# Ecran
『écran』（エクラン）は、日本の歌手金井夕子が、1981年2月21日にキャニオンレコードより発売したオリジナルアルバムである。

## 概要
前作から1年3か月ぶりとなる作品。「écran」とはフランス語で「銀幕」「映画」という意味である（英語の「スクリーン」とほぼ同義）。
前作のニュー・ウェイヴ風のものから、ボーカルを工夫するなど、テクノポップな雰囲気を出し、フレンチテイストで仕上げている。このアルバムでも自身が詞を手がけている。
Studio Mamaとして尾崎亜美がクレジットされているが、歌唱面でのアドバイザーとしてスタジオ入りしていた。

## 収録曲

### Side-A
1. 海(女)〜空(男)へ（詞・曲・編：尾崎亜美）2分39秒
Keyboards：尾崎亜美
Percussion：浜口茂外也
Chorus：Melody Angels
2. 「J's BAR」（詞：金井夕子、曲・編：佐藤準）4分46秒
Keyboards：佐藤準
E.Bass：岡沢茂
Drums：山木秀夫
E.Guitar：今剛
A.Guitar：笛吹利明
Percussion：浜口茂外也
Sax：斉藤清
Chorus：EVE
3. 「Wait My Darling」（詞：大貫妙子、曲・編：細野晴臣）3分38秒
Keyboards：矢野顕子
E.Bass：細野晴臣
Drums：林立夫
E.Guitar：大村憲司
Chorus：大貫妙子
  - シングル版とはアレンジが異なる。
4. 失恋STORY（詞・曲：近田春夫、編：鈴木茂）4分15秒
Keyboards：佐藤準
E.Bass：後藤次利
Drums：渡嘉敷祐一
E.Guitar：鈴木茂
A.Guitar：安田裕美
Percussion：浜口茂外也
5. 「I'm In Love With You」（詞・曲：大貫妙子、編：後藤次利）3分34秒
Keyboards：佐藤準
E.Bass：後藤次利
Drums：林立夫
E.Guitar：鈴木茂
Percussion：浜口茂外也
Chorus：大貫妙子

### Side-B
1. 可愛い女と呼ばないで（詞・曲：山口美央子、編：鈴木茂）2分58秒
Keyboards：佐藤準
E.Bass：後藤次利
Drums：山木秀夫
E.Guitar：鈴木茂
A.Guitar：吉川忠英
Percussion：浜口茂外也
Sax：ジェイク H コンセプション
2. SAFE HARBOR －安らぎの港－（詞：金井夕子、曲・編：佐藤準）3分20秒
Keyboards：佐藤準
E.Bass：岡沢 茂
Drums：山木秀夫
E.Guitar：今剛
A.Guitar：笛吹利明
Percussion：浜口茂外也
Chorus：岡沢茂・町支寛二・広美和子
3. RECORDER SONATA（詞：金井夕子、曲・編：後藤次利）4分27秒
Keyboards：佐藤準
E.Bass：後藤次利
Drums：林立夫
E.Guitar：鈴木茂
Percussion：浜口茂外也
Chorus：金井夕子
4. 走れウサギ（詞：糸井重里、曲・編：細野晴臣）4分34秒
Keyboards：矢野顕子
E.Bass：細野晴臣
Drums：高橋幸宏
E.Guitar：大村憲司
  - シングル「ハートブレーカーのために」の曲名と歌詞が変更されたもの。オケは同じ。
5. 「銀幕の恋人」（詞・曲：尾崎亜美、編：鈴木茂）4分31秒
Keyboards：佐藤準
E.Bass：後藤次利
Drums：山木秀夫
E.Guitar：鈴木茂
A.Guitar：吉川忠英
Percussion：浜口茂外也
Chorus：尾崎亜美

## スタッフ
- Producer：渡辺有三[2]
- Album Co-ordinator & Director：蔵本治
- Recording Engineer：村上政史・益本憲之・黒田勝也
- Remix Engineer：益本憲之
- Assistant Engineer：市村隆史
- Studio Mama[3]：尾崎亜美
- Designeer：島田達夫
- Photographer：石橋英昭
- Management：福原孝男